# Ghetto d'Otwock

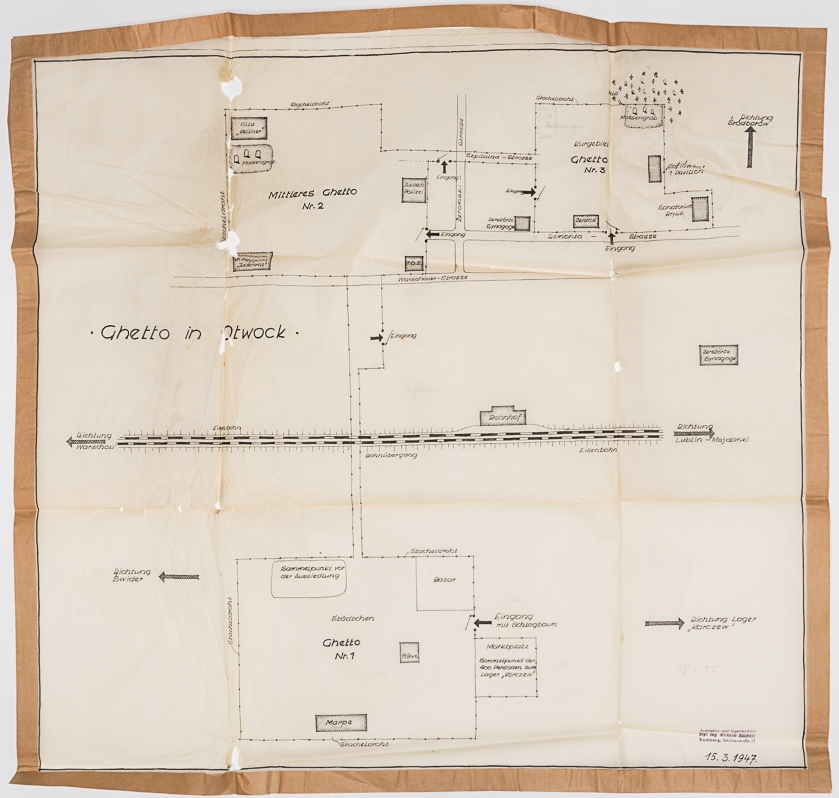
Schéma du ghetto d'Otwock réalisé en 1947.

Le ghetto d'Otwock est un ghetto juif créé par les nazis en 1940 à Otwock (district de Varsovie, Gouvernement général de Pologne), à une vingtaine de kilomètres au sud-est de Varsovie.

## Historique

### Contexte
Avant le début de la Seconde Guerre mondiale, Otwock est un lieu de villégiature d'été pour les habitants de la région, avec sanatoriums pour tuberculeux et maisons de repos ; outre son centre-ville, la localité est composée de quartiers pavillonnaires constitués de maisons au milieu des pins,. Plus de 14 000 Juifs y vivent à l'année.

### Création
Un ghetto dédié aux Juifs est créé par les Allemands entre septembre et décembre 1940 (date à laquelle les Juifs sont obligés d'y résider), ; il est ceint d'une clôture et isolé du reste de la ville en janvier 1941. Un conseil juif local (Judenrat) et un service d'ordre juif (Jüdischer Ordnungsdienst) y sont créés.

### Années intermédiaires
En avril 1942, quatre cent habitants juifs du ghetto sont déportés au camp de travail forcé de Karczew, non loin d'Otwock (qui sera liquidé le 1er décembre 1942. Calel Perechodnik, membre de la police juive du ghetto, écrit à ce sujet :

« Où trouver les quatre cents personnes pour le travail obligatoire ? Chacun se dit : moi, je n'irai sûrement pas, puisque je travaille dans la police ; moi, je nfais partie du Judenrat ; [...] moi, je n'irai pas, parce que je peux me permettre de donner mille złotys à la police. […] Jour et nuit, les policiers arrêtent les gens. Ils les arrêtent, ils les libèrent, les affaires marchent bien. Enfin, les quatre cents sont envoyés à Karcew. »

### Liquidation

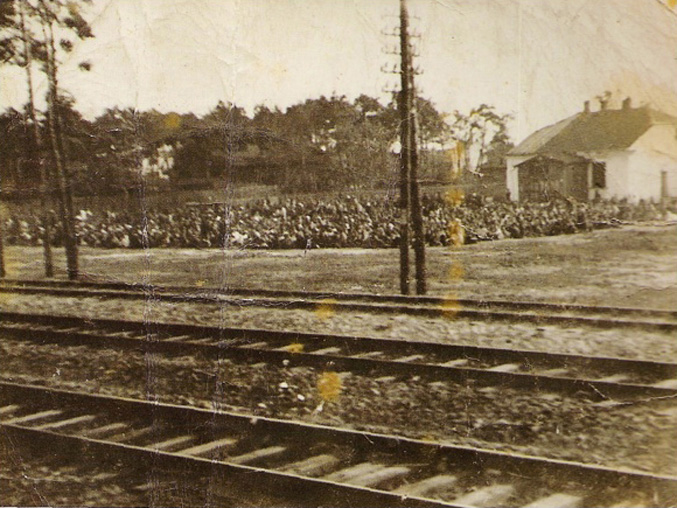
Photo clandestine des Juifs du ghetto d'Otwock rassemblés sur l'Umschlagplatz, le 19 août 1942, en attendant leur déportation à Treblinka.

La liquidation du ghetto a lieu à partir du 19 août 1942 : environ 7 000 Juifs sont rassemblés sur la place de transbordement (Umschlagplatz) puis envoyés en train vers le centre d'extermination de Treblinka. Les habitants — environ 3 700 — qui se cachent, résistent ou fuient dans les bois environnants sont débusqués puis, pour la plupart, tués sur le champ.

## Récit

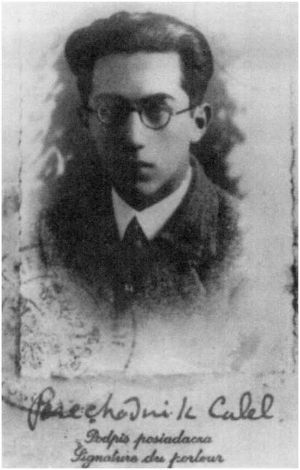
Calel Perechodnik dans les années 1930.

Calel Perechodnik, un Juif originaire d'Otwock et membre de la police juive du ghetto, narre dans Suis-je un meurtrier ?, récit qu'il a rédigé en 1943, l'histoire du ghetto, notamment sa liquidation en août 1942.